# Нафтогазоносний комплекс
Нафтогазоносний комплекс (рос. нефтегазоносный комплекс; англ. oil and gas bearing complex, нім. erdöl- und erdgasführender Komplex m) – літологостратиграфічний підрозділ, що є регіонально нафтогазоносним у межах великих одиниць нафтогазогеологічного районування території (нафтогазоносний район, нафтогазоносна область) і включає перекриті регіональною покришкою колекторські товщі (резервуари, пласти), що об’єднуються спільністю властивостей вміщених у них нафт і газів. Н.к. може вміщати як один, так і групу резервуарів. Є елементом нафтогазогеологічного розчленування розрізу нафтогазоносних територій. 